# جاك فيري
جاك فيري (بالإنجليزية: Jack Ferry)‏ هو لاعب كرة قاعدة أمريكي، ولد في 7 أبريل 1887 في بيتسفيلد في الولايات المتحدة، وتوفي بنفس المكان في 29 أغسطس 1954.

## وصلات خارجية
- جاك فيري على موقعبيزبول رفرنس.كوم (الدوري الرئيسي) (الإنجليزية)